# Eduard Wiiralt
Eduard Wiiralt, född 20 mars 1898 i guvernementet Petersburg, Ryssland, död 8 januari 1954 i Paris, var en estnisk grafiker och tecknare. 
Han var son till godsförmannen på Varangu mõis (gods) Anton Wiiralt och hans hustru Sophie Elisabeth. Wiiralt studerade grafik vid konstfackskolan i Tallinn 1915–1918 och fortsatte därefter sina studier 1919 för skulptören Anton Starkopf vid konstskolan Pallas, vid sidan av skulpturstudierna fortsatte han sina grafikstudier på egen hand. Han reste till Dresden med tanke att fortsätta sina skulpturstudier för Selmar Werner vid Dresdens konstakademi 1922–1923 men han insåg under utbildningen att hans intresse låg mer mot den grafiska konsten. I Dresden väcktes även hans intresse för exotiska motiv och han bedrev studier i den zoologiska trädgården. Han fördjupade sina studier i olika grafiska tekniker och förhörde sig med sina konstnärskolleger om deras erfarenhet i grafisk konst- och metoder. När han återvände till Tartu 1924 anställdes han som lärare vid konstskolan Pallas där han vid sidan av sitt arbete var verksam som bokillustratör. Han flyttade till Paris 1925  och var bosatt där fram till 1939. Under dessa år utvecklades han till en internationellt känd grafiker som med stor skicklighet bemästrade ett flertal grafiska metoder. Under 1920-talet och några år in på 1930-talet präglades hans produktion av expressionism och surrealism och motivvalet består till stor del av storstadslivets skuggsidor sedda med efterkrigstidens pessimism. Man kan se en viss släktskap med Hieronymus Bosch konst och grafiken från 1500-talet men han använder dessa grundelement till att skapa en helt självständig konst som står isolerad i Paris konstliv efter första världskriget. Under 1930-talet förändras hans konst mot en mer klassisk stil som når sin kulmen efter en resa till Marocko 1938–1939 som resulterade i en rad känslomättande människo- och naturskildringar. Han återvände till Estland 1939 men hans produktion blev sparsam utan någon tydlig inspirationskälla varför han 1943 reste vidare till Österrike och Tyskland. I samband med andra världskrigets slut vistades han i Sverige 1945–1946 innan han återvänder till Paris. Under sin Sverigetid vistades han periodvis tillsammans med Eduard Ole på målarresor i Lappland och utförde 1946 det grafiska bladet Vaisaluokta i torrnål. Separat ställde han bland annat ut i Philadelphia, Strasbourg, Warszawa, Krakow, Marseille, Amsterdam, Chicago, Tallinn, Tartu, Helsingfors, Göteborg och ett flertal gånger i Paris. Han var sedan slutet av 1920-talet en regelbunden utställare på Salon d'Automne och Salon de Tuileries i Paris samt andra stora utställningar i Europa och USA. I Sverige medverkade han i flera utställningar med baltisk konst bland annat på Värmlands museum 1945, Liljevalchs konsthall 1946 samt Malmö och Göteborg 1952. Hans konst består av stadsbilder, porträtt och modellstudier. Som illustratör illustrerade han bland annat Aleksandr Pusjkins La Gabriélide och François Mauriac Supplément au Traité de la Conceupiscence de Bossuett. Wiiralt är representerad vid bland annat Moderna museet, Göteborgs museum, Norrköpings konstmuseum, Linköpings museum, Albertina i Wien, Kupferstichkabinett Berlin, Kunsthalle i Hamburg och New York Public Library.